# Bisdom Diamantino
Het bisdom Diamantino (Latijn: Dioecesis Adamanteae) is een rooms-katholiek bisdom met als zetel Diamantino, in Brazilië. Het bisdom is suffragaan aan het aartsbisdom Cuiabá.

## Geschiedenis
Het bisdom werd opgericht op 22 maart 1929, als territoriale prelatuur Diamantino, uit delen van het aartsbisdom Cuiabá. Op 16 oktober 1979 werd het tot bisdom verheven. 

## Parochies
Het bisdom had in 2021 een oppervlakte van 112.900 km2 en telde 463.300 inwoners waarvan 60,4% rooms-katholiek was.

## Bisschoppen
- Alonso Silveira de Mello (13 juni 1955 - 29 november 1971; apostolisch administrator sinds 12 november 1949)
- Henrique Froehlich (29 november 1971 - 25 maart 1982)
- Agostinho Willy Kist (15 november 1982 - 26 augustus 1998)
- Canísio Klaus (26 augustus 1998 - 19 mei 2010; coadjutor sinds 22 april 1998)
- Vital Chitolina (28 december 2011 - heden)

Cuiabá (aartsbisdom) · Barra do Garças · Diamantino · Juína · Primavera do Leste-Paranatinga · Rondonópolis-Guiratinga · São Félix (territoriale prelatuur) · São Luíz de Cáceres · Sinop